# 1431 en arts plastiques
| Années des arts plastiques : 1428 - 1429 - 1430 - 1431 - 1432 - 1433 - 1434    |
| Décennies des arts plastiques : 1400 - 1410 - 1420 - 1430 - 1440 - 1450 - 1460 |

Cette page concerne l'année 1431 en arts plastiques.

## Naissances

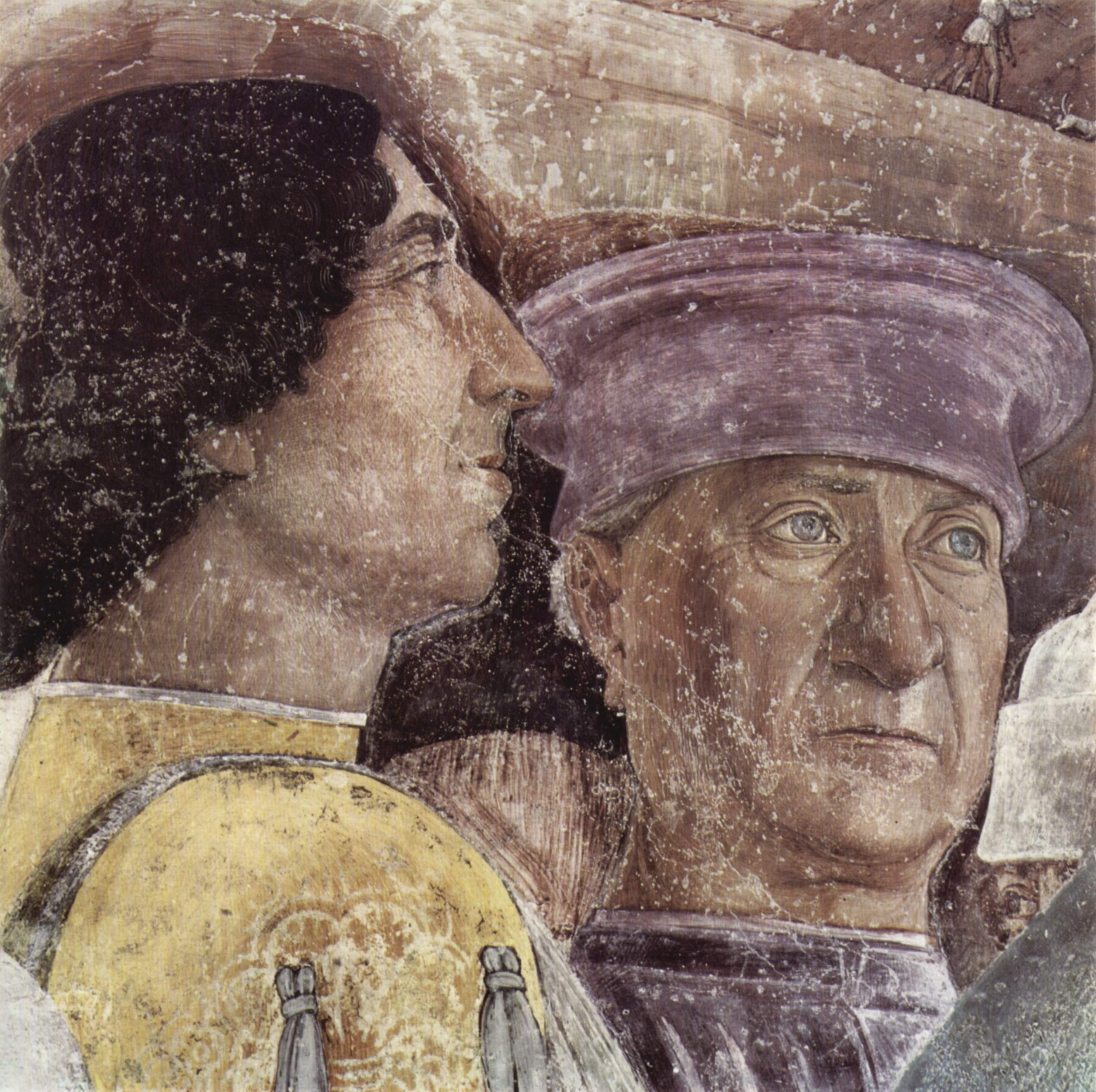
Andrea Mantegna, autoportrait dans la Chambre des Époux

- vers 1431 : Andrea Mantegna, Peintre et graveur italien († 13 septembre 1506).